# Verchnij Ufalej
Verchnij Ufalej (rusky Верхний Уфалей) je město v Čeljabinské oblasti v Ruské federaci. Při sčítání lidu v roce 2010 měl přes třicet tisíc obyvatel.

## Poloha a doprava
Verchnij Ufalej leží na jihovýchodním okraji Středního Uralu na Ufalejce, pravém přítoku Ufy v povodí Kamy. Od Čeljabinsku je vzdálen přibližně 140 kilometrů severozápadně.
Přes město prochází železniční trať z Jekatěrinburgu do Čeljabinsku.

## Dějiny
Verchnij Ufalej vznikl v roce 1761 spolu se založením železárny.
Městem je od roku 1940.